# Deh Delī
Deh Delī (persiska: دِه وَلی, دِه دِلی يِك, دِهِ دِلی, دِه دِلی, ده دلی) är en ort i Iran.   Den ligger i provinsen Chahar Mahal och Bakhtiari, i den centrala delen av landet, 400 km söder om huvudstaden Teheran. Deh Delī ligger 1 460 meter över havet och antalet invånare är 106.
Terrängen runt Deh Delī är huvudsakligen mycket bergig. Deh Delī ligger nere i en dal. Runt Deh Delī är det ganska glesbefolkat, med 26 invånare per kvadratkilometer. Närmaste större samhälle är Gāvzalak, 18,2 km sydost om Deh Delī. Trakten runt Deh Delī består i huvudsak av gräsmarker.